# Inis na Bró
Inis na Bró è una delle isole Blasket, arcipelago al largo delle coste del Kerry, in Irlanda. È separata dalla vicina Inis Mhic Aoibhleáin da un esiguo braccio di mare di a malapena 200 metri e si innalza dalle acque dell'Oceano per 175 metri.
Nei primi anni settanta, il pioniere commerciale statunitense spaziale Hudson propose di usare Inis na Bró come luogo di lancio di un nuovo sistema missilistico. La proposta divenne pubblica soltanto nel 2003, quando i dati del periodo sono stati resi pubblici dal Governo irlandese dopo i 30 anni trascorsi.